# Kostel svatého Vincence z Pauly (Liberec)
Kostel svatého Vincence z Pauly v Liberci je novorománskou sakrální stavbou z osmdesátých let 19. století. Stojí společně s farou v ulici U Jánského kamene v tzv. Liebigově městečku, v městské části zvané Liberec IV – Perštýn. Kostel sv. Vincence z Pauly je od roku 2003 chráněn jako kulturní památka České republiky. 

## Historie
Základní kámen kostela byl položen dne 31. srpna 1884. Výstavba probíhala mezi lety 1884–1887 a to na náklady baronky Marie Pavlíny Liebigové. Plány na výstavbu navrhli vídeňští architekti Richard Jordan a Josef Schmalzhofer. Stavbu v novorománském stylu vedl liberecký stavitel Ferdinand Scholz. K vysvěcení kostela došlo 8. září 1888 litoměřickým biskupem dr. Johannem Schöbelem.
Kostel vznikl jako součást tzv. Špitálského okrsku Vincentinum, které zahrnovalo mateřskou školu, následně azyl dětem dělníků, a také soukromou obecnou školu sv. Josefa. Do Vincentina nechala baronka povolat ženskou větev řádu Lazaristů ze Štýrského Hradce (jejichž patronem je sv. Vincenc z Pauly), zvanou vincentky nebo také Dcery křesťanské lásky, aby zde spravovaly sirotčinec. Cílem této ženské větve Lazaristů byla péče o sirotky, nemocné, přestárlé, ale také vězně a zločince. Okrsek Vincentinum se nacházel v Liebigově městečku. Sídliště zvané Liebigovo městečko, zbudované v letech 1911–1912 bylo secesní bytovou výstavbou navrženou Jacobem Schmeissnerem, rozkládající se původně v Liebigově parku. Sídliště zahrnující celkem 80 zaměstnaneckých domků (ve dvacátých letech až 125 obytných domů) sloužilo výhradně zaměstnancům firmy Johann Liebieg & Co. Baronka Marie Pavlína Liebigová zde nechala vybudovat zmíněný okrsek nejen pro potřeby vincentek lazaritského řádu, ale také pro děti zaměstnanců firmy, které zde mohly trávit volný čas po vyučování pod dohledem řádových sester.
Kostel začal v době odsunutí Němců po druhé světové válce a období komunistického převratu chátrat. Kostel a budovy špitálu po roce 1945 zkonfiskovala Československá republika, která je vydala pod správu Krajského národního výboru Liberec, jenž měl v úmyslu nechat zde vystavět hvězdárnu, ale nakonec se tento plán neuskutečnil. Kostel následně spadl pod správu cyrilometodějek (Kongreace sester sv. Cyrila a Metoděje), které na přání litoměřického biskupa Štěpána Trochty začaly pracovat v Liberci jako vyučovatelky v místních základních a středních školách a vypomáhaly v administrativě a děkanství. Bohoslužby se v kostele konaly až do poloviny padesátých let. S odchodem cyrilometodějek začal kostel chátrat. V následujících letech se zvažovalo využití kostela pro jiné účely jako například zřídit v něm restauraci, ale nakonec k žádným úpravám nedošlo. Kostel zůstal ponechán na pospas vandalismu až do první poloviny sedmdesátých let 20. století, kdy o něj projevila zájem Církev adventistů sedmého dne. Adventisté odkoupili kostel za 30 316 Kčs a postarali se o jeho rekonstrukci a přestavbu z vlastních finančních prostředků, na kterou odmítal stát přispět. Církvi se podařilo získat finance prostřednictvím dobročinných sbírek. Adventistům se podařilo zachovat tuto mimořádně cennou novorománskou sakrální památku, avšak za cenu radikální přestavby interiérů kostela, která příliš neodpovídá jeho vnějšímu vzhledu. Protestantská církev adventistů sedmého dne se o kostel stará dodnes.

## Architektura

### Vnější podoba

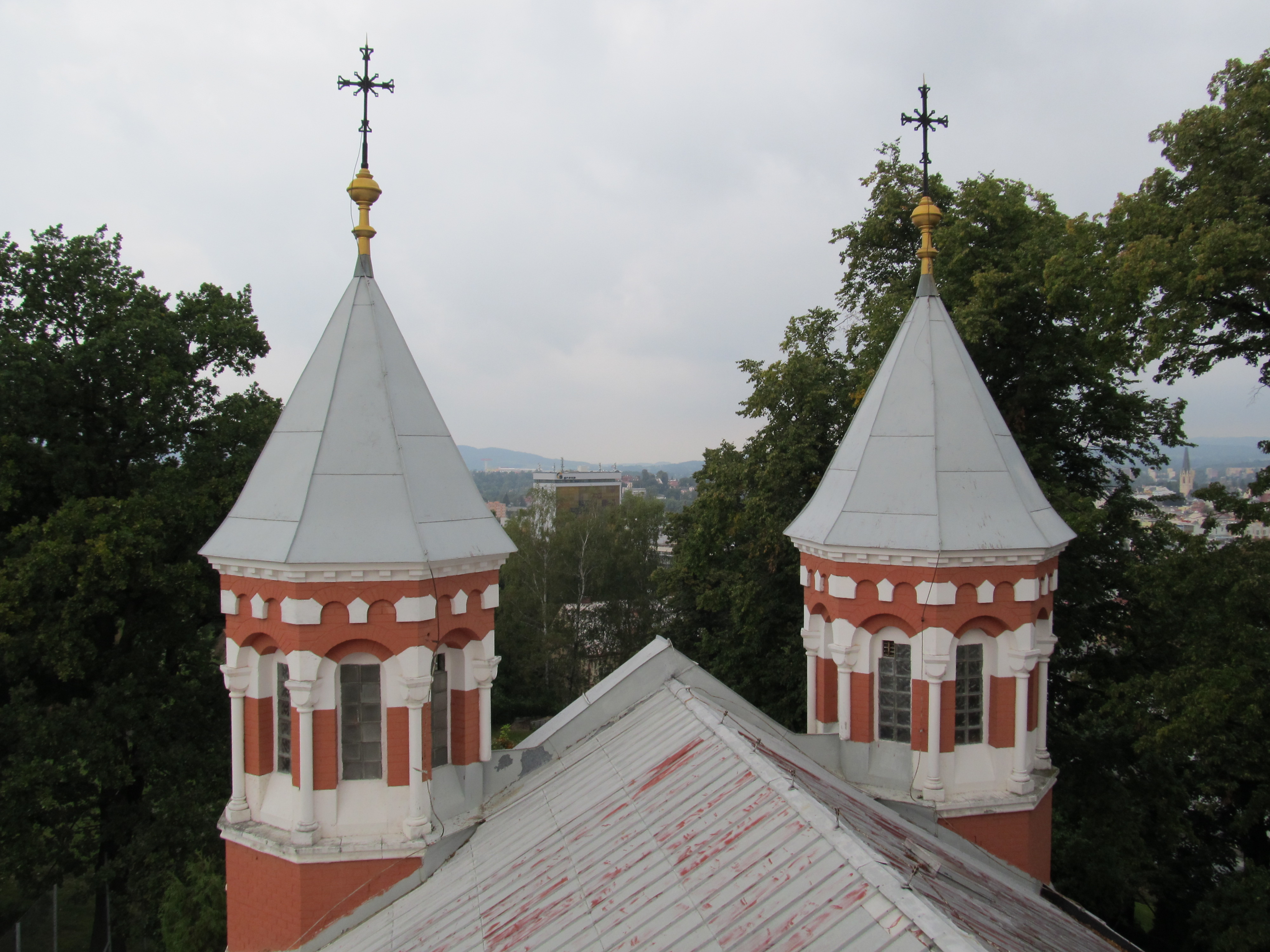
Věže kostela

Jedná se o bohatě členěnou novorománskou stavbu vystavěnou v letech 1884–1887 na náklady rodiny Liebigů. Kostel je koncipován jako trojlodní bazilika s kupolí, příčnou lodí, dvěma věžemi v severozápadním průčelí a půlkruhově zakončeným presbytářem. Jedná se o styl tzv. rýnské školy. Bazilika je postavena z červených lícových cihel opatřených červeným nátěrem, ale několik členících architektonických článků je natřeno do běla kvůli jejich zvýraznění. Průčelí je zhotoveno z režného zdiva zkombinovaného s kameny ze světlého pískovce. Ozdobné prvky, jako např. římsy nebo sloupy, jsou z pískovce dodaného až z Pirny. Hlavní vstupní (severozápadní) průčelí má představené zádveří, které vrcholí trojúhelným štítem. Vstupní portál je společně se sloupky a ozdobnými hlavicemi ústupkový, zakončený půlkruhovým obloukem. Vstupní dveře jsou dvoukřídlé dřevěné, ale převážně prosklené a zajištěné ozdobnou ornamentální mříží. Nad vstupním portálem – ve stěně lodi se nachází velké kruhové okno a nad ním jemu podobné menší okno v trojúhelném štítu, který završuje průčelí lodi. Boční lodě jsou v místě severozápadního průčelí prostá – členěná pouze lizénovým pásem a římsami. Věže přiléhající ke vstupnímu portálu jsou zakončené dvaceti metrovou zvonicí a následně jehlanovou střechou, která je kryta plechem. Na jejich vrcholech se tyčí makovice s křížem. V místě, kde se kříží lodě baziliky se nachází třetí věž, která je v dolní části čtyřstěnná a užší horní části osmistěnná, zakončená stanovou střechou. Jihovýchodní strana je zakončena presbytářem půlkruhového půdorysu, na který navazuje přístavba fary.  Náklady na stavbu kostela činily 100 000 zlatých.

### Interiéry kostela
Interiér kostela byl stejně jako jeho exteriér původně postaven v duchu novorománského stylu. Hlavní oltář zhotovil roku 1893 vídeňský dvorní kameník Hauser, jehož dílem byla i kamenná kazatelna a postranní oltář svatého Jana, které se naneštěstí nedochovaly. Mezi významné malíře, kteří vyzdobili kostel svými obrazy byli August Wörndle (autor oltářního obrazu „Sv. Vincenc uprostřed dětí“), nebo Anton Sturmer z Rychnova u Jablonce nad Nisou (autor obrazu „Sv. Anna s mladistvou Marií“). Díla malířů se však do současnosti nedochovala. Kupoli lodě vyzdobil roku 1905 vídeňský malíř Franz Zimmermann, a to podle Führichových návrhů (Narození Páně, Klanění mudrců, Vzkříšení a Nanebevzetí Páně a Seslání Ducha svatého). Freskovou výzdobu z dějin Starého zákona pak dokončil r. 1910 malíř Wilhelm Keil pocházející z Liberce.